# Analizzatore lessicale
Un analizzatore lessicale (in inglese lexer o scanner) è un programma che effettua l'analisi lessicale di un dato testo, generalmente il codice sorgente di un programma, producendo da esso una sequenza di token.
Il token è un elemento che ha un nome e un valore, tipicamente il lessema ma può trattarsi anche di un insieme di informazioni elementari come il tipo del numero o il punto del programma in cui è definito. I token costituiscono gli elementi base su cui andrà ad operare un analizzatore sintattico.

## Funzionamento
L'individuazione di token all'interno di un flusso di caratteri è effettuata attraverso modelli, definiti attraverso delle espressioni regolari. I seguenti sono un esempio di questi modelli:
```
cifra = 1 | 2 | 3 | 4 | 5 | 6 | 7 | 8 | 9 | 0
numero = cifra cifra*
operatore = + | - | x | / 
```

dove il simbolo | indica la disgiunzione logica OR, mentre l'asterisco indica che l'elemento che lo precede può essere ripetuto zero o più volte. 
Il modello sopra specifica che una cifra è un numero da 1 a 0, mentre un numero è composto da una o più cifre; un operatore è invece il segno più, meno, per e diviso. Secondo questo modello, la stringa 123 + 141 / 725 produrrà la seguente sequenza di token, trascurando gli spazi.
| Tipo      | Lessema (valore) |
| --------- | ---------------- |
| numero    | 123              |
| operatore | +                |
| numero    | 141              |
| operatore | /                |
| numero    | 725              |

Per effettuare questo lavoro gli analizzatori lessicali si basano su un automa a stati finiti deterministico, strettamente collegati alle espressioni regolari. Si parte da uno stato iniziale, e ci si sposta negli altri stati in base al carattere in ingresso sino a quando non si raggiunge uno stato di accettazione nel quale si può inviare il token in uscita. Ad esempio per il nostro modello avremmo un automa simile al seguente:
Si inizia dallo stato iniziale (1), e in base al carattere in arrivo ci si può spostare allo stato 2 o al 4. Se arriva una cifra ci si sposterà al 2, e rimarremmo qui finché non arriva qualcosa di diverso da una cifra, in tal caso passeremo allo stato 3. In questo stato, stato di riconoscimento, produrremmo il token, in questo caso di tipo numero, e lo invieremo in uscita. Dopo il riconoscimento si tornerà allo stato iniziale sempre con lo stesso valore di prima.
Nell'esempio precedente, 123 + 141 / 725, gli spostamenti tra gli stati sarebbero stati i seguenti:
| Carattere | Stato attuale | Azione                                     |
| --------- | ------------- | ------------------------------------------ |
| 1         | 1             | Vai a stato (2)                            |
| 2         | 2             | Vai a stato (2)                            |
| 3         | 2             | Vai a stato (2)                            |
| +         | 2             | Vai a stato (3)                            |
| +         | 3             | Produci token di tipo Numero e valore 123  |
| +         | 1             | Vai a stato (4)                            |
| +         | 4             | Produci token di tipo Operatore e valore + |
| 1         | 1             | Vai a stato (2)                            |
| 4         | 2             | Vai a stato (2)                            |
| 1         | 2             | Vai a stato (2)                            |
| /         | 2             | Vai a stato (3)                            |
| /         | 3             | Produci token di tipo Numero e valore 141  |

e così via...

## Costruzione di un analizzatore lessicale
Un analizzatore lessicale può essere scritto a mano, ma questo comporterebbe un grosso impiego di tempo. In aiuto ai programmatori vengono strumenti di generazione automatica di lexer, quale ad esempio Lex. Altri strumenti di generazione di analizzatori lessicali sono integrati nei generatori di parser.